# Grünhorn
Il Grünhorn (4.043 m s.l.m. - detto anche Gross Grünhorn) è una montagna delle Alpi Bernesi. Si trova nel cantone svizzero del Vallese.

## Caratteristiche

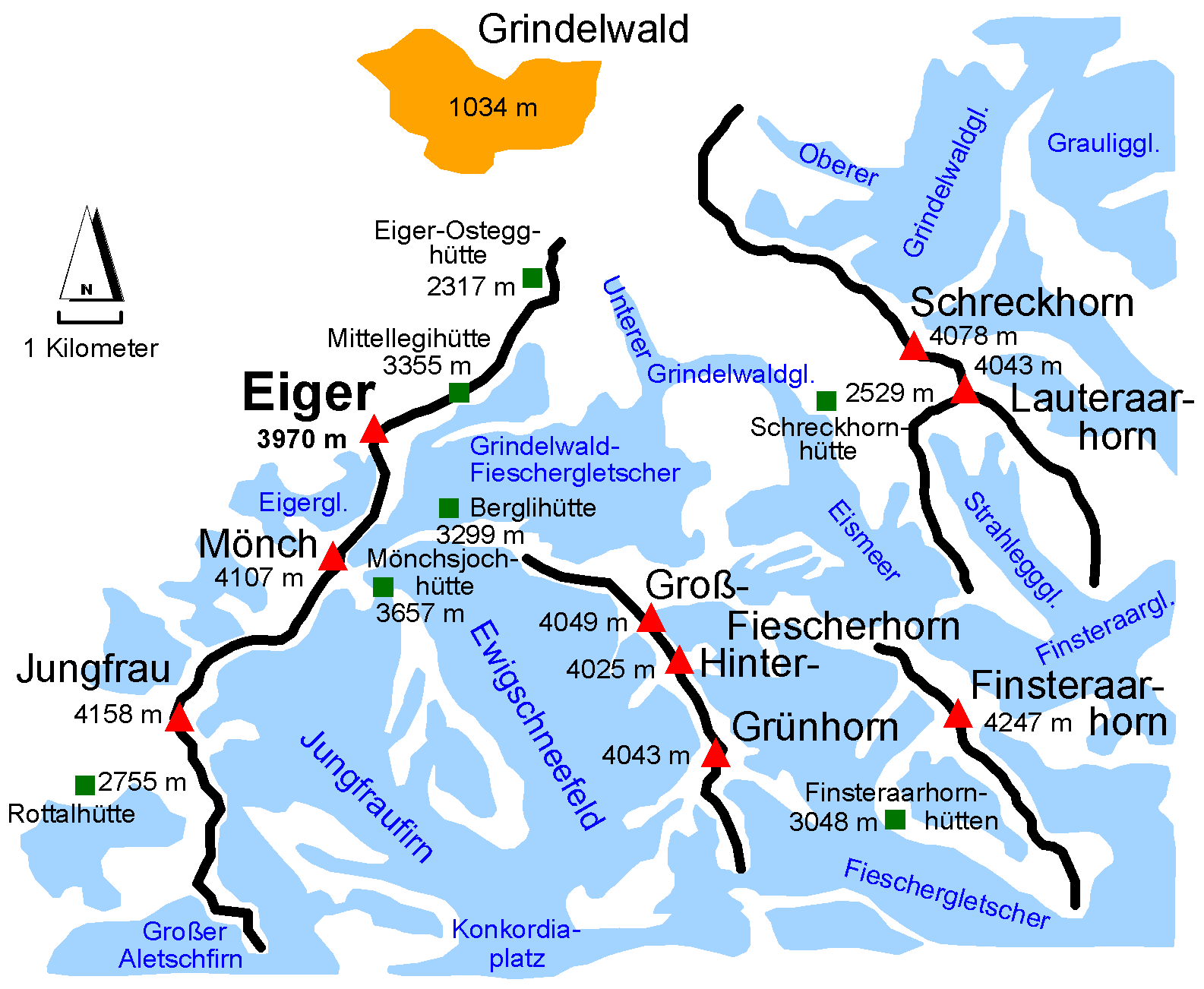
Cartina di parte delle Alpi Bernesi con indicato il Grünhorn.

Viene chiamato Gross Grünhorn (che significa Grande Grünhorn) per distinguerlo dal vicino Klein Grünhorn.
Si trova al centro delle Alpi Bernesi lungo una cresta che partendo a nord dal Gross Fiescherhorn scende a sud passando dall'Hinter Fiescherhorn, il Klein Grünhorn e fino ad arrivare al Grünhorn.

## Salita alla vetta
La prima ascesa alla vetta fu compiuta il 7 agosto 1865 dal mineralogista Edmund von Fellenberg con le guide Peter Michel, Peter Egger e Peter Inäbnit.
La via normale di salita avviene attraverso il fianco sud-est partendo dal rifugio alpino Konkordiahütte (2.850 m), rifugio che si raggiunge partendo da Fiesch (1049 m).

## Incidenti
Il 28 aprile 2011 durante l'ascensione al monte muore cadendo per 200 metri l'alpinista Erhard Loretan.